# Yōsuke Fujigaya
Yōsuke Fujigaya (藤ヶ谷 陽介?, Fujigaya Yōsuke; Hamamatsu, 13 febbraio 1981) è un ex calciatore giapponese, di ruolo portiere.

## Carriera

### Club

#### Consadole Sapporo
Esordisce nel calcio professionistico nella J2 League, seconda divisione del calcio giapponese, nella partita persa per 2-1 contro il Kawasaki Frontale, la sua prima vittoria sarà contro il Ventforet Kofu dove la squadra prevarrà per 3-0. La squadra vincerà l'edizione 2000 del campionato sebbene Fujigaya sia sempre rimasto in panchina dato che il Consadole Sapporo si è affidato al portiere titolare Yohei Sato; la vittoria ha permesso alla squadra di ottenere la promozione in prima divisione, la prima partita di Fujigaya nella J1 League è stata contro il Gamba Osaka dove subisce una rete da Kenji Ōshiba e la squadra perde per 1-0. Sempre contro il Gamba Osaka ottiene la sua prima vittoria nel campionato, questa volta è stato il Consadole Sapporo a vincere per 1-0. La squadra retrocede nuovamente nella seconda divisione, Fujigawa viene promosso primo portiere preservando la posizione nelle stagioni 2003 e 2004. Giocherà per la prima volta nella Coppa dell'Imperatore nella vittoria per 2-1 contro il JEF United Chiba.

#### Gamba Osaka e Júbilo Iwata
A partire dal 2005 vestirà la maglia del Gamba Osaka, la sua prima partita è stata nell'edizione 2005 della Coppa J. League nel pareggio per 2-2 contro il Cerezo Osaka, la squadra arriverà in finale dove perderanno 5-4 ai rigori contro il JEF United Chiba. Fujigata vince l'edizione 2005 del campionato giapponese, dividendo il ruolo di portiere titolare con Naoki Matsuyo. Nel 2006 prende parte per la prima volta alla AFC Champions League perdendo per 3-2 contro il Jeonbuk Motors, la prima vittoria nel campionato continentale avverrà prevalendo nella schiacciante vittoria per 15-0 contro il SHB-Da Nang FC. Il 3 novembre 2007 vince la Coppa del Giappone nella vittoria per 1-0 contro il Kawasaki Frontale. Questa vittoria consentirà al Gamba Osaka di partecipare alla Coppa Suruga Bank contro l'Arsenal de Sarandí, Fujigaya subisce una rete da Carlos Casteglione che decreta la sconfitta per 1-0 contro gli avversari. Vincerà l'edizione 2008 della Champions League asiatica battendo in finale l'Adelaide United, sia nella partita di andata che in quella di ritorno Fujigaya non ha subito nemmeno una rete, ottenendo l'accesso ai Mondiali per Club dove il Gamba Osaka si classifica terzo con un bilancio di una sconfitta e due vittorie. Vince per la prima volta la Coppa dell'Imperatore il 1º gennaio del 2009 ottenendo una vittoria per 1-0 contro il Kashiwa Reysol
Tornerà a giocare in seconda divisione nel 2014 con il Júbilo Iwata, facendo il suo debutto perdendo per 1-0 contro il Consadole Sapposo, invece la partita successiva otterrà una vittoria per 4-1 contro il Kamatamare Sanuki, Fujigaya ha giocato comunque poche partite nel campionato dato che il portiere titolare era Naoki Hatta. Nel 2015 riprenderà a giocare con Gamba Osaka trovando sempre meno spazio durante le partite anche perché Masaaki Higashiguchi ormai aveva ottenuto il ruolo di primo portiere. Nel 2017 abbandona il calcio, la sua ultima partita è stata nel pareggio contro l'Urawa Red Diamonds per 1-1 entrando in partita al 73º minuto sostituendo Ken Tajiri.

### Nazionale
Ha partecipato come portiere titolare nella Nazionale Under-20 al Mondiale in Argentina dove gioca tutte e tre e partite, due perse contro l'Angola (2-1) e l'Australia (2-0) e una vinta per 3-0 contro la Repubblica Ceca.
Otterrà la prima storica medaglia d'argento ai Giochi asiatici nel 2002 giocando con la Nazionale Under-23.

## Palmarès

### Club
- AFC Champions League:

Gamba Osaka: 2008
- Pan-Pacific Championship

Gamba Osaka: 2008
- J1 League

Gamba Osaka: 2005
- J2 League

Consadole Sapporro: 2000
Gamba Osaka: 2013
- Coppa J. League

Gamba Osaka: 2007
- Coppa dell'Imperatore

Gamba Osaka: 2008, 2009, 2015
- Supercoppa del Giappone

Gamba Osaka: 2015

### Nazionale
- Giochi asiatici: 1

2002